# کارل والبرگ
کارل والبرگ (انگلیسی: Karl Wahlberg؛ ۳۱ مارس ۱۸۷۴ – ۱ اوت ۱۹۳۴ (aged 60)) ورزشکار کرلینگ اهل سوئد بود.
وی در مسابقات کشوری و بین‌المللی در مجموع برندهٔ ۱ مدال نقره شده‌است.